# Hauptstraße 262 (Mönchengladbach)

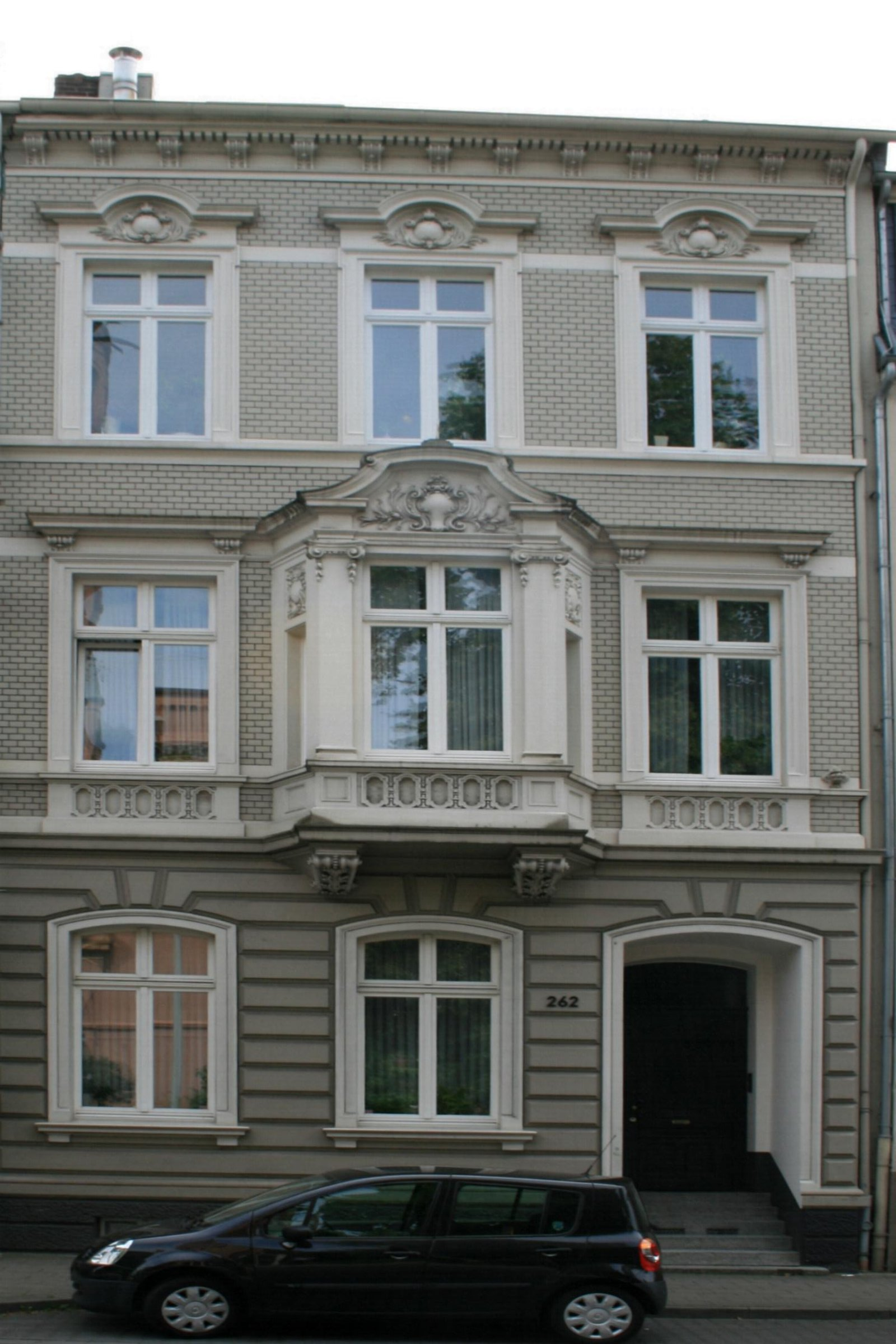
Wohnhaus (2010)

Das Wohnhaus Hauptstraße 262 steht im Stadtteil Rheydt in Mönchengladbach (Nordrhein-Westfalen).
Das Gebäude wurde um die Jahrhundertwende erbaut. Es wurde unter Nr. H 013  am 4. Dezember 1984 in die Denkmalliste der Stadt Mönchengladbach eingetragen.

## Architektur
Das Objekt Nr. 262 liegt mit den Gebäuden 264 und 266 gegenüber der ev. Friedenskirche und gestaltet dort eine Platzwand gegenüber dem Westportal. Insofern ist das Haus von herausragender städtebauliche Bedeutung.
Das Haus ist ein dreigeschossiges Dreifensterhaus mit einem Satteldach aus der Jahrhundertwende.